# Convenzione indennizzo diretto
La convenzione  indennizzo diretto (CID), che non deve essere confusa con la constatazione amichevole d'incidente stradale (CAI) (che è solo una prova testimoniale stragiudiziale con pieno valore giudiziale e non rappresenta una assunzione di responsabilità da parte dei sottoscrittori), è una convenzione tra aziende assicuratrici, prevista dalla legge italiana.

## Storia
Venne stipulata il 15 maggio 1978 per consentire una liquidazione più veloce e semplice dei danni a cose e a persone, determinati da un sinistro stradale, direttamente dal proprio assicuratore.

Alla convenzione possono aderire tutte le imprese assicuratrici che operano nel territorio italiano.
A partire dal 1º giugno 2004 la convenzione prevede la possibilità di risarcimento dei danni fisici al conducente e ai passeggeri e il risarcimento di eventuali danni alle cose trasportate, fino ad un massimo di 15000 € per ciascuna delle persone ferite.
Dal 1º febbraio 2007 la Convenzione Indennizzo Diretto, per legge (Decreto legislativo 7 settembre 2005 n. 209), è stata sostituita dal CARD (Convenzione tra Assicuratori per il Risarcimento Diretto).

## Caratteristiche
La C.A.I. (Constatazione Amichevole d'Incidente) viene redatta e sottoscritta congiuntamente dai conducenti dei due veicoli coinvolti. Con essa i contraenti rinunciano alla procedura di liquidazione prevista dal decreto legge 23 dicembre 1976 n. 857 convertito in legge 26 febbraio 1977 n. 39, ed è applicabile ove il sinistro avvenga con danno ai soli veicoli.
La convenzione prevede che coloro che siano rimasti coinvolti in un incidente compilino il modello CID (anche detto "modulo blu") in tutte le sue parti e lo trasmettano alle rispettive compagnie assicurative.
Per i danni al veicolo la Convenzione non prevede limiti di valore.
Il modulo C.A.I. ha valore di confessione soltanto nei confronti della controparte. Nei confronti dell'assicurazione il giudice di merito è libero di valutare il valore della prove per stabilire se i fatti non hanno avuto luogo o se si sono verificati con altre modalità. Tale libera valutazione, che può correggere o smentire il modulo C.A.I., può avvenire con le altre risultanze di causa (testimonianze, verbali dell'autorità o Consulenza Tecnica di Ufficio).
Il danno al veicolo deve essere periziato entro 10 giorni e l'assicuratore deve pagarlo entro 15 giorni dalla perizia. Il danno fisico deve essere risarcito non oltre 30 giorni dalla data di consegna dei referti medici alla propria compagnia assicuratrice. I giorni diventano 60 se il CID è firmato solo da uno dei due “protagonisti” dell’incidente stradale.
La convenzione è valida solamente qualora i veicoli coinvolti nel sinistro siano solamente due (esclusi macchine agricole e ciclomotori); inoltre si può ricorrere alla CID (ora CARD vedi infra) per denunciare danni a persone solo se l'incidente abbia causato danni materiali e/o lesioni non gravi alla persona.
Le informazioni minime necessarie da trasmettere alla propria compagnia sono le seguenti:
- nomi degli assicurati e delle persone alla guida (possono essere differenti);
- targhe dei due veicoli coinvolti;
- nomi delle compagnie;
- descrizione delle modalità dell'incidente;
- data dell'incidente;
- firma dei due assicurati o firma del conducente o assicurato in caso di disaccordo sulle modalità dell'incidente.

Il CID ha valore legale soltanto per un sinistro che si verifica fra un massimo di due veicoli. In caso di tamponamento a catena fra tre veicoli, non vale il risarcimento diretto del danno, per cui le parti devono segnalare il sinistro alla compagnia assicuratrice di colui che ha torto (il primo tamponante) che incarica il proprio perito di parte dopodiché si procede alla liquidazione del danno. Possono essere comunque  compilati due CID utili come mero raccoglitore di dati: uno fra veicolo A (il primo a tamponare) e B, e un secondo CID fra veicolo B e C (l'ultimo autoveicolo coinvolto), ovvero coi soli dati di quest'ultimo senza ripetere il disegno del sinistro.
Per poter accedere alla procedura dell'Indennizzo Diretto è necessario, in caso di lesioni personali (rientranti nella procedura se micropermanenti), inviare alla propria compagnia (e per conoscenza a quella della controparte) una messa in mora dettagliata e completa e consegnare il certificato medico di avvenuta guarigione. Tuttavia la Corte di Cassazione ritiene che anche in caso di messa in mora incompleta e di mancata consegna del certificato di guarigione non sia improcedibile la domanda risarcitoria avanzata al tribunale in caso di mancato risarcimento danni in via diretta.